# 対戦アクションゲーム
対戦アクションゲーム（たいせんアクションゲーム）とは、2人以上のプレイヤー間で対戦可能のシステムを持つコンピュータゲームの総称。ジャンルにあやかってバトルアクションゲーム、単に対戦アクション、対戦型アクションゲーム、対戦型アクション、対戦ゲームと言う場合がある。派生ジャンルの対戦型格闘ゲームが存在する。
特に対戦型格闘ゲームに似ているが、格闘技的要素があまりない作品のことを特権的に指すことがある。スポーツゲーム・レースゲームも広義には対戦アクションゲームに当てはまるが、これらはそれぞれ違うジャンルとして扱われる。
なお、全世界初とされる対戦アクションは、1976年稼動の『ヘビーウェイトチャンプ』（セガ）である。

## 歴史
「対戦アクションゲーム」という言葉は、大きく分けて対戦型格闘ゲームの流行（格闘ゲームブーム）の前後で意味合いが変化している。ここではそのことを意識して、対戦格闘ブームを中心に据えて記述している。

### 格闘ゲームブーム以前
対戦可能なアクションゲーム自体の歴史は古い。例えば1983年のアーケードゲーム『マリオブラザーズ』では2人同時プレイが可能だった。これは本来は2人で協力し合いクリアを目指すものであったが、一方のプレイヤーの行動をもう一方が妨害してミスに追い遣ることも可能だった。そしてこちらのプレイスタイルの方も、本来の協力し合うスタイルに負けないほどプレイヤーから面白がられたため、いつしか「マリオブラザーズの2人プレイは対戦ゲームである」という認識が存在した。つまり1980年代前半にはすでに対戦アクションゲームは存在していたと言える。ただ『マリオブラザーズ』にせよ『ボンバーマン』シリーズのような他の対戦可能作品にせよ、対戦はあくまで作品の楽しみの一つに過ぎなかった。
なお、この時代にも対人対戦を志向して製作されたアクションゲームが皆無だった、というわけではない。確かに対戦アクションゲームは希少なのだが、例えば『スパイvsスパイ』というアクション性と戦略性を兼ね備えた駆け引きを持つ作品が存在している。

### 格闘ゲームブーム以後
この「対戦アクションゲーム」なる言葉自体が、意識的に「対戦主体のアクションゲーム」を指すものとして語られるようになるまでには、1990年代末期まで時代が下る必要があった。この頃には1991年のカプコンによるアーケードゲーム『ストリートファイターII』以来続いてきた対戦型格闘ゲームの流行が下火になっていた。その原因の一つは「操作方法が複雑に発展し、それについていけないプレイヤーが離れていった」ことである。そこでいくつかのゲームメーカーが、その原因を取り払って幅広いプレーヤー層に対戦の面白さをアピールするために、対戦型格闘ゲームへのアンチテーゼとして、徹底的に簡略化した操作系にこだわったゲームを作るようになった。その結果として出来上がったゲームには、最早「技数豊富な格闘技・剣技で緻密な戦略を立て合い戦う」「正確にコマンドを入力して連続技を決める」といった格闘ゲームらしい要素は薄れてしまい、代わりに「純粋に反射神経の良さを競う」「アイテムなどをうまく用いる」などの、どちらかと言えば従来のアクションゲームに近い能力をプレイヤーに求めるものになった。そこで、こうしたゲームのジャンル名からは「格闘」の2文字が取り除かれ、「対戦アクションゲーム」と呼ばれるようになったのである。
この時期における先駆的作品として第一に挙げられるのは、1999年初頭にNINTENDO 64向けに発売された『大乱闘スマッシュブラザーズ』である。この作品には、任天堂の人気キャラクターが多数出演し、3Dスティックと3ボタンのみからなる単純な操作系などのシステムが搭載されている。この作品は最終的に、日本国内だけで200万本近いソフト出荷数を達成するに至り、後にシステムの根幹はそのままにシリーズ化もされた。
なお、格闘ゲームからは離れた出自ではあるが、1995年に登場したアーケードゲーム『電脳戦機バーチャロン』はゲームセンター内に『ザ・キング・オブ・ファイターズ'95』や『バーチャファイター2』のような名だたる格闘ゲームが並ぶ中で、人間同士の格闘をテーマにしたゲームではないながら、対戦台としてそれらの作品と筐体（ゲーム機）を並べ高インカムを稼ぎ出したことにより、プレイヤーやゲームセンターの経営者、そしてゲーム業界内の人々に対し「格闘でなくとも対戦ゲームは成立・成功する」ことを強く印象付けることになった。これ以降は3Dロボットアクションゲームにも機動戦士ガンダム vs.シリーズなどの対戦ゲームが登場している。家庭向けではアーマード・コアシリーズが本編（ストーリーモード）とは別に人間同士の対戦モードを搭載したことで初期から公認・非公認の大会が開催され、後にはチーム同士のオンライン対戦も可能となった。

### 近年の傾向
最近では、格闘をメインにしたアクション性の高い漫画をゲーム化する際に、このジャンルの作品として発売されることがよく見られる（例えば、『忍道対戦アクション』と銘打たれた『NARUTO -ナルト- ナルティメットヒーロー』シリーズ）。何故なら、対戦型格闘ゲームにありがちな複雑な操作系に慣れていない低年齢層やライトユーザーに配慮して、システムを簡略化し遊びやすくした為である。
元々アクション的要素がそれほど大きくないファイナルファンタジーシリーズからアクションゲームとしてのシステムを新規構成し『ディシディア ファイナルファンタジー』が開発され、バトルシステムにアクション性の高いテイルズ オブ シリーズよりシステムの基本的な部分を保持したまま対人対戦を可能にした『テイルズ オブ バーサス』が生み出されるなど、RPGのような他ジャンルのシリーズ作品からの対戦アクションゲーム作品もしばしば見られる。
いかにも格闘技らしい近接攻撃があまり似合わない、ロボットなどを操作する対戦ゲームも、かつては幾分強引に対戦型格闘ゲームのシステムに当てはめてリリースされていたことがある。しかし『バーチャロン』の成功以来、フィールドを動き回って撃ち合うような、アクション的要素を強めたものになる傾向が強い。
かつては航空機内での対戦も可能だったが、2007年の航空法改正により電波を発するものが全面的に禁じられたため、対戦ゲームもそれにより機内では禁止となった。

## 特徴
先述したように、簡素な操作系（多くは8方向レバー&2〜3ボタンで操作できる）とシンプルなシステムが特徴的である。
よくある対戦型格闘ゲーム同様に、CPU戦ではステージ毎に倒すべき相手キャラクターが現れ（相手の数は1体に限らず、複数体の場合もあり得る）、相手の体力を全て奪う、攻撃時に得られるポイントを稼ぐなどの方法で、ステージ毎に設定される条件を満たすことによりステージをクリアしていく。対人戦でも、相手キャラクターを操作するのがCPUから別のプレイヤーになるだけである。
しかし、シンプルなだけにゲーム性やゲームバランスが大雑把に感じられることも多く、それゆえ対戦型格闘ゲームに慣れたプレイヤーの好みには合わないことがある。
多くの対戦アクションゲームに見られる、対戦型格闘ゲームとの主な相異点を挙げる（ただし、ここに挙げたのは大体の傾向である。ゲームにもよるので、詳細は各ゲームの取扱説明書などで確認する必要がある）。
- 近付いての攻撃もあるが主な攻撃手段ではなく、飛び道具系必殺技やアイテムでも攻撃可能。
- ガード方法が特殊またはそもそもガードというシステムが無い。
- ステージ自体に仕掛け（ベルトコンベアや落とし穴など）がある。
- アイテムが使用可能。
- バトルステージや出現アイテムなど、プレイヤーの指定できない要素が対戦する度に変化する。このランダム性により、攻略のためには臨機応変な戦略が必要となる。
- 3人以上の多人数プレイが可能。一般に3人以上で争う場合、たとえ各人の実力に結構差があったとしても、どのプレイヤー同士が協力・敵対し合うか次第で誰にでも（例えば漁夫の利のような形での）勝機があるため、実力差がもろに現れがちな2人での対戦より盛り上がりやすい。このタイプのゲーム（ないしゲームモード）はパーティーゲームとしてプレイされることが多い。

## キャラクター性能
スタンダードタイプ
平均的な性能を持ったキャラクター。主人公キャラクターに多い。
パワー型 / パワータイプ
総じて技の攻撃力が高いキャラクター。その代償に技の発生が遅かったり移動スピードが遅かったりする場合もある。
スピード型 / スピードタイプ
総じて技の発生が速かったり移動スピードが速かったりするキャラクター。こちらは技の攻撃力が犠牲になっている場合もある。
近距離戦タイプ
全体的に近距離戦が得意なキャラクター。
中距離戦タイプ
全体的に中距離戦が得意なキャラクター。
遠距離戦タイプ
全体的に遠距離戦が得意なキャラクター。